# Dampniat
Dampniat – miejscowość i gmina we Francji, w regionie Nowa Akwitania, w departamencie Corrèze.
Według danych na rok 1990 gminę zamieszkiwało 569 osób, a gęstość zaludnienia wynosiła 37 osób/km² (wśród 747 gmin Limousin Dampniat plasuje się na 227. miejscu pod względem liczby ludności, natomiast pod względem powierzchni na miejscu 435.).

## Populacja

Populacja Dampniat w latach 1962–2008